# Lobus kenyae
Lobus kenyae är en tvåvingeart som beskrevs av Martin 1972. Lobus kenyae ingår i släktet Lobus och familjen rovflugor.
Artens utbredningsområde är Kenya. Inga underarter finns listade i Catalogue of Life.